# 埃普索瓦日
埃普索瓦日（法語：Eppe-Sauvage，法語發音：[ɛp sovaʒ]）是法国上法蘭西大區北部省的一个市镇，属于埃尔普河畔阿韦讷区。

## 地理
埃普索瓦日（50°7'11"N, 4°10'42"E）面积16.67 平方千米，位于法国上法蘭西大區北部省，该省份为法国最北部的省份及最长的省份，西北濒北海，西接加来海峡省，南至埃纳省和索姆省，东与比利时接壤。
与埃普索瓦日接壤的市镇（或旧市镇、城区）包括：克莱尔费、特雷隆、维利、穆斯捷昂法涅、锡夫里-朗斯、希迈。

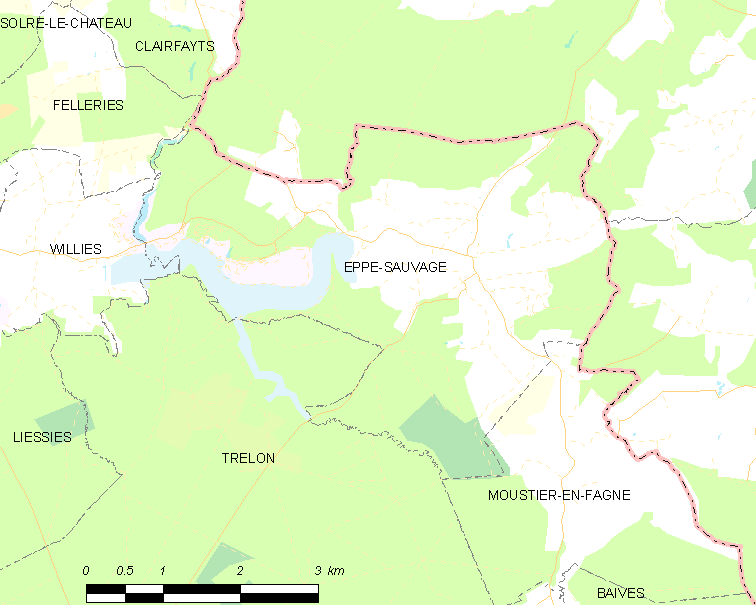
埃普索瓦日的OSM定位图

埃普索瓦日的时区为UTC+01:00、UTC+02:00（夏令时）。

## 行政
埃普索瓦日的邮政编码为59132，INSEE市镇编码为59198。

## 政治
埃普索瓦日所属的省级选区为富尔米县。

## 人口

1962-2008年间埃普索瓦日人口变化图示

埃普索瓦日于2022年1月1日时的人口数量为229人。